# Rio Ōmori
Rio Ōmori (japanisch 大森 理生 Ōmori Rio; * 21. Juli 2002 in Musashimurayama, Präfektur Tokio) ist ein japanischer Fußballspieler.

## Karriere
Ōmori erlernte das Fußballspielen in der Jugendmannschaft des FC Tokyo. Die U23-Mannschaft des Vereins spielte in der dritten Liga, der J3 League. Bereits als Jugendspieler absolvierte er 21 Drittligaspiele. Seinen ersten Profivertrag unterschrieb er am 1. Februar 2021 bei seinem Jugendverein. Die erste Mannschaft spielte in der ersten japanischen Liga. Am 1. Februar 2022 wechselte er auf Leihbasis zum Zweitligisten FC Ryūkyū. Am Ende der Saison 2022 belegte Ryūkyū den vorletzten Tabellenplatz und musste in die dritte Liga absteigen. Nach dem Abstieg verließ er den Verein und wechselte, ebenfalls auf Leihbasis, zum Zweitligisten Ōmiya Ardija. Am Ende der Saison 2023 musste er mit dem Verein als Tabellenvorletzter in die dritte Liga absteigen. Nach dem Abstieg wechselte er im Februar 2024 ebenfalls auf Leihbasis zum Zweitligisten Iwaki FC. Für den Verein aus Iwai bestritt er 35 Zweitligaspiele. Die Saison 2025 wurde er an den Zweitligisten FC Imabari nach Imabari verliehen.

## Sonstiges
Rio Ōmori ist der Bruder von Shō Ōmori.